# Notch
Notch — семейство трансмембранных белков, содержащие повторяющиеся внеклеточные последовательности — домены EGF и DSL. Эти белки принимают участие в латеральном ингибировании и эмбриогенезе.
Сигнальный путь notch является эволюционно консервативным внутриклеточным путём передачи сигнала и регулирует взаимодействия между соседними клетками. У дрозофилы взаимодействия Notch с лигандами включает внутриклеточный путь передачи сигнала, который играет ключевую роль в развитии. Представители этого семейства имеют характеристики, сходные с внеклеточным доменом фактора роста эпидермиса (EGF).